# Angela Martini

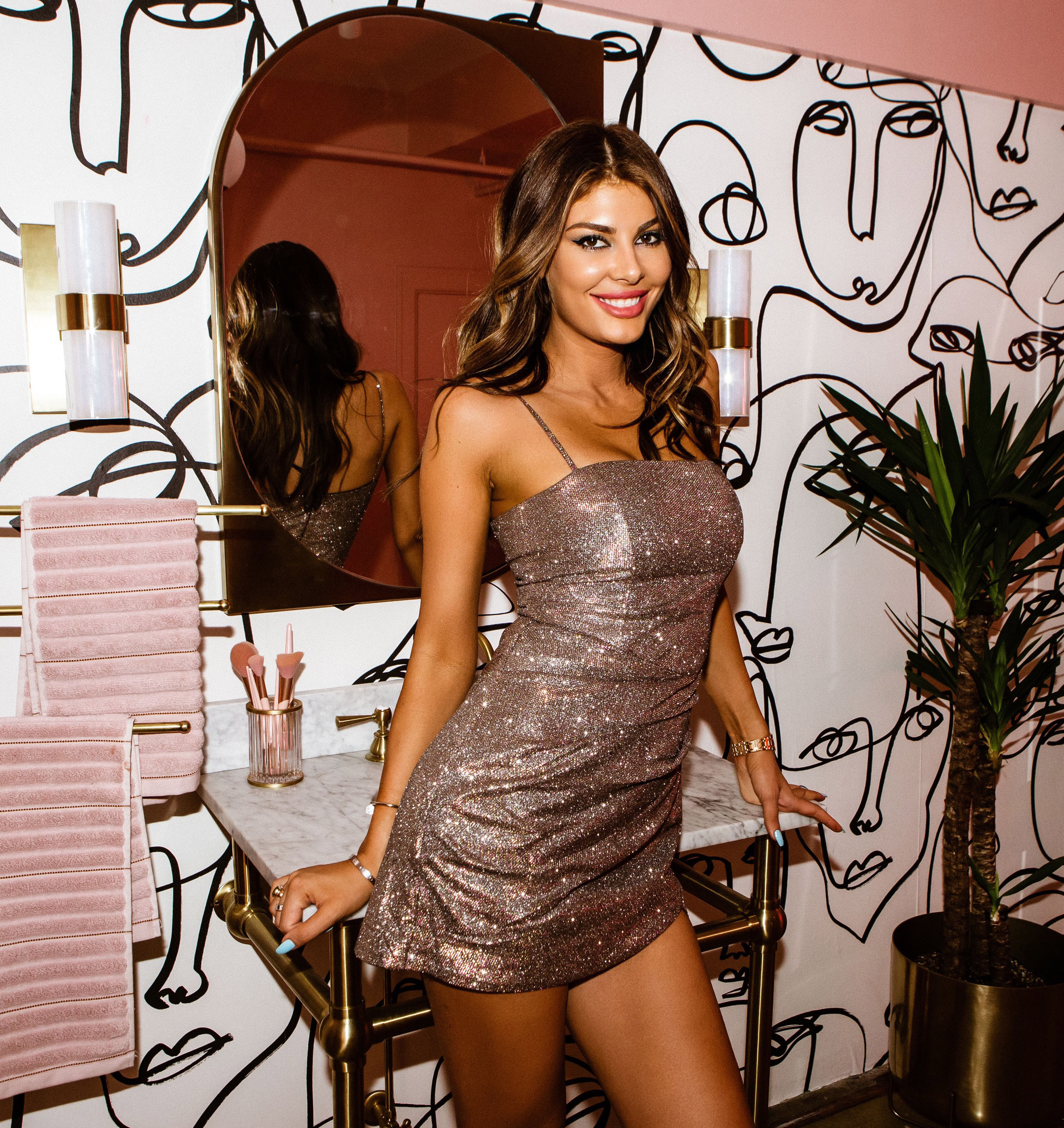
Angela Martini, 2019

Angela Martini (* 23. Mai 1986 als Angjela Martini in Shkodra) ist ein ehemaliges albanisch-schweizerisches Model, Modedesignerin, Filmproduzentin, Coach und Buchautorin. Sie gewann 2010 den Schönheitswettbewerb Miss Universe Albania.

## Biografie
Angela Martini wurde 1986 in der nordalbanischen Stadt Shkodra geboren. Nach dem Zusammenbruch des kommunistischen Systems lebte ihre Familie in schwierigen Verhältnissen. Der Vater floh in die Schweiz. Um die Sicherheit der Tochter, die fast entführt worden wäre, besorgt, schickte ihre Mutter sie im Alter von zehn Jahren in die Schweiz zum Vater. Bald folgte auch die Mutter.
Mit 18 begann sie zu modeln. Drei Jahre später zog sie nach Miami. Drei Monate darauf hatte sie einen Vertrag mit Elite Model Management in New York.
2015 zog Martini nach Los Angeles. 2017 heiratete sie den rumänischen Filmproduzenten Dragoş Săvulescu. Seit Ende 2021 sind sie Eltern eines Jungen.

## Berufliche Tätigkeiten
2010 erreichte sie als Vertreterin Albaniens beim weltweiten Schönheitswettbewerb Miss Universe den sechsten Platz. 20 Minuten bezeichnete sie danach als „erfolgreichstes Schweizer Model“.
Neben ihren Tätigkeiten als Model entwickelte Martini eine eigene Bademode-Kollektion. Seit 2017 modelt sie nicht mehr.
Martini ließ sich als Coachin ausbilden. 2020 verfasste sie eine Autobiografie.
2019 produzierte Angela Martini ihren ersten Kurzfilm, A Way Out, im Folgejahr den Kurzfilm The Fusion.

## Werke
- Love. Hope. Light. Indigo River, Pensacola 2020, ISBN 978-1-950906-20-8.